# Луксембуршка палата
Луксембуршка палата (фр. Palais du Luxembourg) се налази на 15  Rue de Vaugirard у 6. округу Париза. Првобитно је саграђена (1615–1645) по нацртима француског архитекте Саломона де Бросеа да би била краљевска резиденција мајке краља Луја XIII . Након револуције, Жан га је преуредио (1799–1805) у законодавну зграду, а затим га је увећао и преуредио (1835–1856) Афонс де Гисорс. Од 1958. године је био седиште Сената Пете Републике. 
Непосредно западно од палате у Rue de Vaugirard налази се Мали Луксембург, сада резиденција председника Сената ; и нешто западније, Мусее ду Лукембоург, у бившој оранжерији . На јужној страни палате, формални Луксембуршки врт представља зелени партер од 25 хектара од шљунка и травњака насељен статуама и великим базенима воде где деца плове моделима чамаца. 

## Историја

### Палата као краљевска резиденција
После смрти Хенрија IV 1610. године, његова удовица, Мари де Медичи, постала је регент за свог сина Луја XIII. Приступивши много моћнијој позицији, одлучила је да за себе подигне нову палату, у близини старог хотела, у власништву Франсоа де Луксембурга, Петит Лукембоург и у њему је резиденција председника француски Сенат.
Марија Медичи жели да се направи изградњу сличан својој родној Фиренци; у том смислу је послала архитекту Метезеа у Фиренцу да направи детаљне цртеже зграде.
Купила је Хотел де Лукембург и његов прилично обиман домен 1612. године, а нову зграду, наручила је 1615. године. Изградња и опремање чинили су њен главни уметнички пројекат, мада данас ништа није остало од ентеријери како су створени за њу, осим неких архитектонских фрагмената,
Де 'Медици је поставила своје домаћинство 1625. године, док су радови на ентеријеру настављени. Станови у десном крилу на западној страни били су резервисани за краљицу и одговарајући апартман на истоку, за њеног сина Луја XIII, кога је посетио. Платна од 24 циклуса Мари де 'Медици, серија наручена од Питера Паула Рубенса, постављена су у Галери де Рубенс на главном спрату западног крила. Ове слике су изведене између 1622. и 1625. године и приказују Маринине борбе и тријумфе у животу. 
Галерија у источном крилу била је намењена излагању слика које славе Хенрија IV, а зграде са стајама и службама планиране су са обе стране павиљона који окружују улаз на улицу, али ови пројекти су остали недовршени 1631, када је краљица мајка је принудно присиљен са суда,  након „ Дана превара “ у новембру. 

### Палата као седиште парламента
Од 1799. до 1805. године, архитекта Жан претворио је палату у законодавну зграду. Срушио је велико централно степениште, замењујући га сенатском комором на првом спрату, која је уградила и уништила капелу Мари де Медицис на баштенској страни. Жан је такође затворио бочне терасе, стварајући простор за библиотеку. У исто време створио је у западном крилу, један монументални лет затворен јонском колонадом и покривен касетним сводомчија је изградња резултирала уништењем дуге галерије у којој се раније налазио Рубенсов циклус слика.
Почевши од 1835. године, архитекта Алфонс де Жизор је додао ново баштенско крило паралелно са старим, реплицирајући изглед оригиналне фасаде из 17. века тако прецизно да је тешко на први поглед разликовати старо од новог. Нова сенатска комора налазила се у нечему што је између њих било двориште. 
Ново крило обухватало је библиотеку са циклусом слика (1845–1847) Ежена Делакроа. Педесетих година 18. века, на захтев цара Наполеона, Жизор је створио веома украшену Salle des Conférences (инспирисану Аполоновом галеријом у Лувру), која је утицала на природу накнадних званичних ентеријера Другог француског царства, укључујући оне у Опери Гарније.

## Галерија
- Поглед на јужну фасаду и баштенски базен
- Поглед из Луксембуршке баште
- На заласку сунца
- Панорама палате и њених вртова
- Сенатска комора
- Велико степениште
- Поглед са југа
- Сат